# Erich Springer
Erich Springer (* 8. September 1903 in Hohenheim; † 10. Januar 1997 in Stuttgart) war ein deutscher Beamter.

## Leben
Der Sohn des Oberamtmanns und späteren Ministerialrats Eduard Springer und der Julie geb. Schnabel wuchs an den Dienstorten seines Vaters in Hohenheim, Heidenheim an der Brenz und Stuttgart auf, wo er sein Abitur ablegte. Er studierte ab 1922 Rechtswissenschaften in Tübingen und Berlin. Während seines Studiums wurde er, wie sein Vater zuvor, 1922 Mitglied der Burschenschaft Germania Tübingen. 1926 und 1929 bestand er die höheren Justizdienstprüfungen. Am 1. Juli 1929 trat er seinen Dienst als Regierungsassessor beim Oberamt Kirchheim an, 1932 wurde er Regierungsrat beim Oberamt Göppingen. 1933 war Springer sechs Monate Amtsverweser des Landrats beim Oberamt Kirchheim. 1933 trat er der NSDAP bei. Nachdem weiteren Tätigkeiten als Oberamtsverweser in Öhringen und Künzelsau kam er am 1. September 1933 als Hilfsberichterstatter im Geschäftsteil III (Polizeisachen) ins Innenministerium nach Stuttgart, wo er 1935 zum Regierungsrat befördert wurde. Von März bis Oktober 1936 war Erich Springer kommissarischer Leiter der Polizeidirektion Friedrichshafen.
Am 17. Oktober 1936 wurde er Amtsverweser und am 20. Dezember 1938 offiziell Landrat des Kreises Tettnang. Wohl auf Grund seines Widerstandes gegen die Euthanasie-Maßnahmen des NS-Regimes verlor er 1943 seine UK-Stellung und wurde zum Wehrdienst einberufen. Er kam zur Flugabwehr nach Berlin, während beim Landratsamt Tettnang Ministerialrat Gustav Drautz die kommissarische Leitung übernahm. Im Juli 1945 wurde er von der US-Militärregierung entlassen und von 1945 bis 1947 in Balingen und Ravensburg von den Franzosen interniert. 1947 wurde er nach einer Bekanntmachung des Staatskommissariats für die politische Säuberung auf Grund seiner NSDAP-Mitgliedschaft nochmals als Beamter entlassen. 1948 eröffnete sich ihm nach seiner Entnazifizierung bei der Polizeiabteilung im Innenministerium des Landes Württemberg-Hohenzollern eine neue Perspektive. Von 1952 bis 1961 war er Oberregierungsrat im Geschäftsteil III (Polizeisachen) des Innenministeriums Baden-Württemberg und von 1961 bis 1968 stellvertretender Leiter des Landesvermessungsamtes Baden-Württemberg in Stuttgart, zuletzt als Oberregierungsdirektor. 1968 trat er in den Ruhestand.